# Xylosma sumatranum
Xylosma sumatranum är en videväxtart som beskrevs av Van Slooten. Xylosma sumatranum ingår i släktet Xylosma och familjen videväxter. Inga underarter finns listade i Catalogue of Life.